# Аква Ибом
Аква Ибом је једна од савезних држава Нигерије. Налази се на југоистоку земље, а главни град државе је град Ујо. 
Држава Аква Ибом је формирана 1987. године. Заузима површину од 7.081 km² и има 4.805.451 становника (подаци из 2005). 